# Nyžnij Bystryj
Nyžnij Bystryj, česky také Nižní Bystra, ukrajinsky Нижній Бистрий, maďarsky Alsóbisztra, je obec v Horinčovském jednotném územním společenství, v okrese Chust, v Zakarpatské oblasti Ukrajiny. Leží na soutoku řeky Rika s vodním tokem s názvem Šyrokij.

## Části obce
- Nyžnij Bystryj
  - Zvir, ukrajinsky Звір
  - Liskovyj, ukrajinsky Лісковий
  - Parkuleca, ukrajinsky Паркулеца
  - Hlybokyj, ukrajinsky Глибокий
  - Kozackyj, ukrajinsky Козацький
- Protyven
- Šyroke (okres Chust)[2]

## Historie
První písemná zmínka o této obci pochází z roku 1668. Do uzavření Trianonské smlouvy byla obec součástí Uherska, poté byla součástí Československa. Od roku 1945 byla obec součástí Ukrajinské sovětské socialistické republiky, která byla součástí SSSR. Od roku 1991 je obec součástí nezávislé Ukrajiny.

## Hospodářství
V obci je vodní elektrárna Terebla-Rika.

## Sakrální stavby
- Chrám přesvaté Bohorodičky
- Řeckokatolický klášter Nanebevzetí Panny Marie, řádu menších bratří[3]